# Brandon (cuisine)
 (janvier 2023).
Si vous disposez d'ouvrages ou d'articles de référence ou si vous connaissez des sites web de qualité traitant du thème abordé ici, merci de compléter l'article en donnant les références utiles à sa vérifiabilité et en les liant à la section « Notes et références ».
Pour les articles homonymes, voir Brandon.

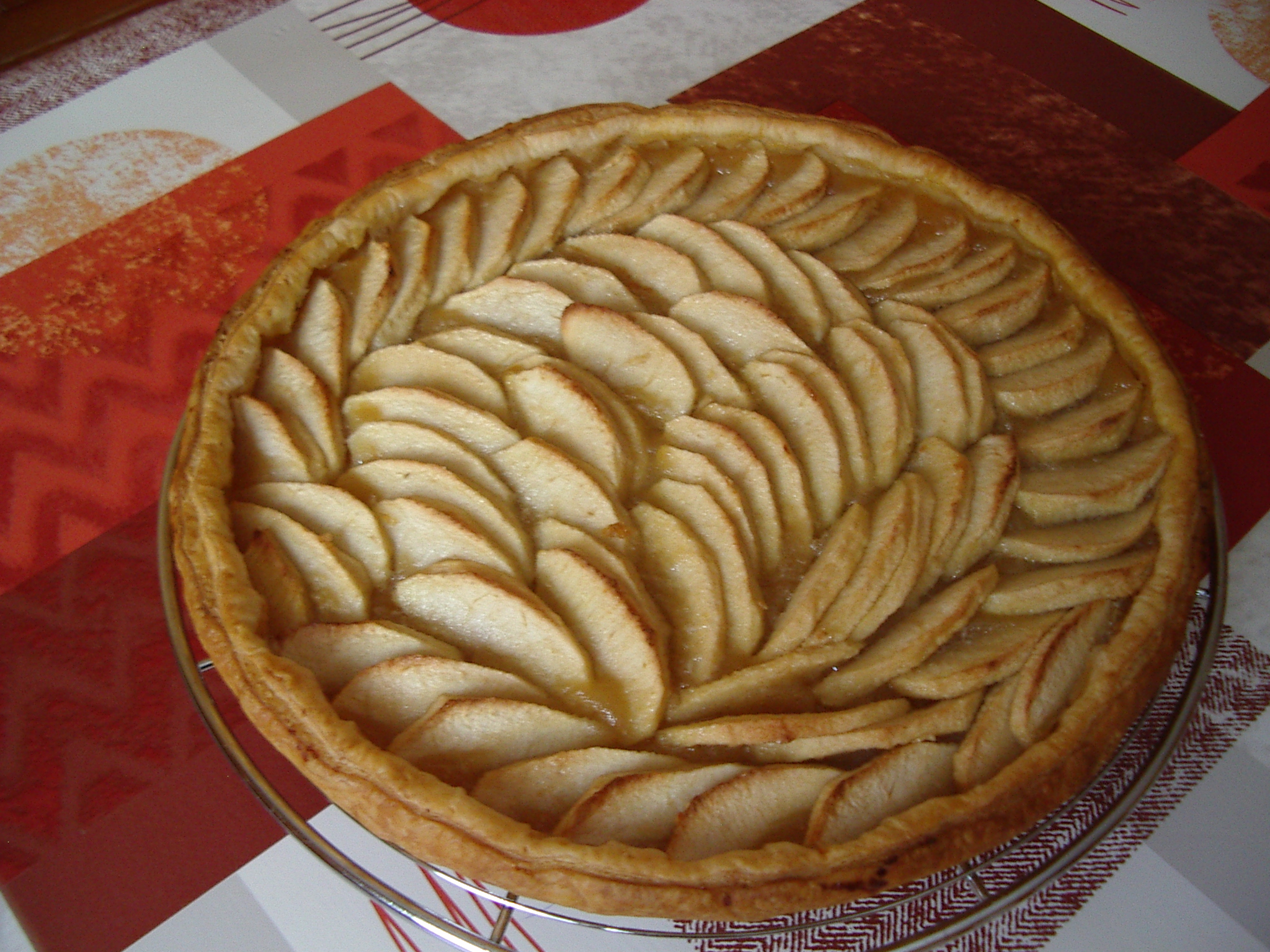
Illustration d'un brandon de Normandie

Le Brandon est une spécialité culinaire de Normandie. 
Il s’agit d'un dessert consistant en une pâte brisée garnie avec une crème pâtissière additionnée de poudre d’amandes et parfumée au calvados cuite un quart d’heure à four chaud avant d’être garnie de quartiers de pommes cuits au beurre puis flambée au calvados. Le Brandon Normand est une variante de la tarte normande.